# Pak-tong
Le pak-tong (ou tong-pak) est une des langues des îles de l'Amirauté, parlée par 970 locuteurs en  province de Manus, dans les îles Tong et Pak. Les deux dialectes îliens (pak et tong) sont quasiment identiques, le pak est plus répandu.